# Planície europeia oriental

Área considerada como integrando a planície europeia oriental

A planície europeia oriental (ou planície russa) é uma planície que inclui uma série de bacias hidrográficas da Europa Oriental. Em conjunto com a planície europeia setentrional constitui a grande planície europeia. É a maior zona plana da paisagem europeia.
A planície europeia oriental estende-se por cerca de 4 000 000 km2 e a média de altitude é de 170 m. O ponto mais alto localiza-se nas Colinas de Valdai (346,9 m).

## Limites
É limitada pelo mar Branco e mar de Barents a norte, pelos montes Urais, rio Ural e mar Cáspio a leste, pelo Cáucaso e mar Negro a sul, e por algumas cordilheiras como os Cárpatos ou outras da Polónia a oeste.

## Subdivisões regionais

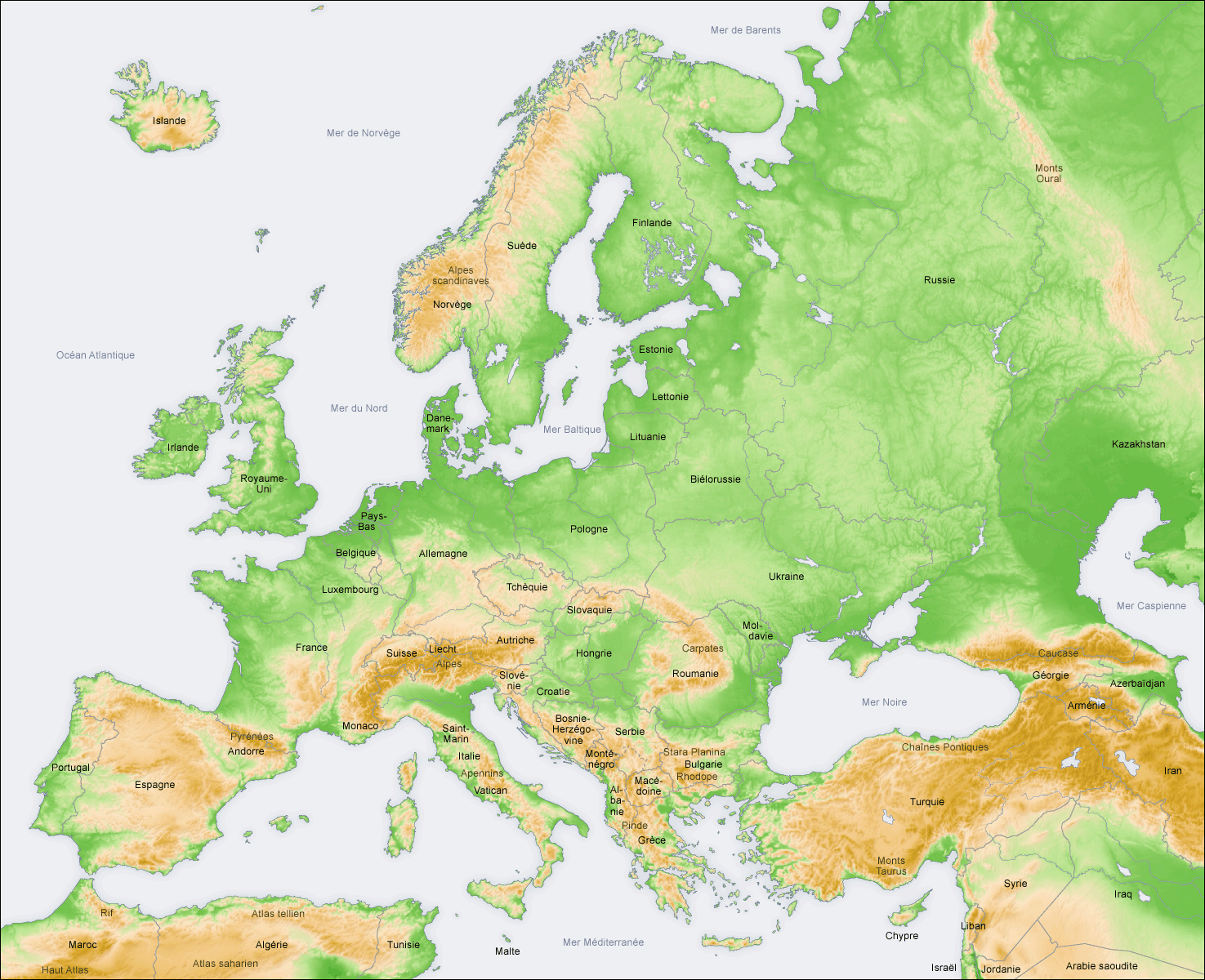
Mapa topográfico da Europa

A planície subdivide-se numa série de regiões distintas, incluindo:
- colinas de Valdai
- planalto central da Rússia
- meseta do Volga
- bacia do rio Dniepre (terras baixas do Dniepre)
- terras baixas do mar Negro
- terras baixas do mar Cáspio

## Países
A planície estende-se pelo território dos seguintes países
- Rússia
- Estónia
- Letónia
- Lituânia
- Bielorrússia
- Ucrânia
- Polónia
- Moldávia
- Cazaquistão (parte europeia)